# Stenebyskolan
Stenebyskolan är en skola i Dals Långed. Den bedriver utbildning i två grenar: Högskoleförberedande konst- och kulturutbildning och yrkeshögskoleutbildningar.
De högskoleförberedande utbildningarna förbereder för att komma in på högskolor och universitet. Yrkeshögskoleutbildningarna avser arbete med hantverk som anställd eller i eget företag.